# Circourt-sur-Mouzon
Circourt-sur-Mouzon est une commune française située dans le département des Vosges, en région Grand Est. Il convient de la distinguer de la commune de Circourt, proche de Dompaire.

## Géographie
Le village de Circourt-sur-Mouzon est une commune composée de quatre hameaux qui s'échelonnent dans la vallée du Mouzon, d'amont en aval : Circourt en rive gauche, la Millière, quartier de construction plus récente en rive droite, Brechaincourt et Villars où la rivière reçoit le Bani.

### Géologie et relief
La commune se compose de 804,18 hectares de territoires agricoles (79,00 %) et 214,18 hectares de forêts et milieux semi-naturels (21,04 %).
- Un espace protégé Natura 2000[2],
- Une zone naturelle d'intérêt écologique, faunistique et floristique (Znieff) :  Vôge et Bassigny[3].

### Hydrographie et les eaux souterraines
Hydrogéologie et climatologie : Système d’information pour la gestion des eaux souterraines du bassin Rhin-Meuse :
Territoire communal : Occupation du sol (Corinne Land Cover); Cours d'eau (BD Carthage),
Géologie : Carte géologique; Coupes géologiques et techniques,
 Hydrogéologie : Masses d'eau souterraine; BD Lisa; Cartes piézométriques.
La commune est située dans le bassin versant de la Meuse au sein du bassin Rhin-Meuse. Elle est drainée par le Mouzon, l'Anger et le ruisseau le Bani,.
Le Mouzon, d’une longueur de 63,3 kilomètres,  prend sa source sur le territoire de Serocourt, s’oriente vers l'ouest puis vers le nord peu après avoir quitté les localités de Rocourt et Tollaincourt, jusqu'aux abords de son confluent avec la Meuse.
L'Anger, d'une longueur totale de 27,9 km, prend sa source dans la commune de Dombrot-le-Sec et se jette  dans le Mouzon en limite de Circourt-sur-Mouzon et de Pompierre, après avoir traversé onze communes.

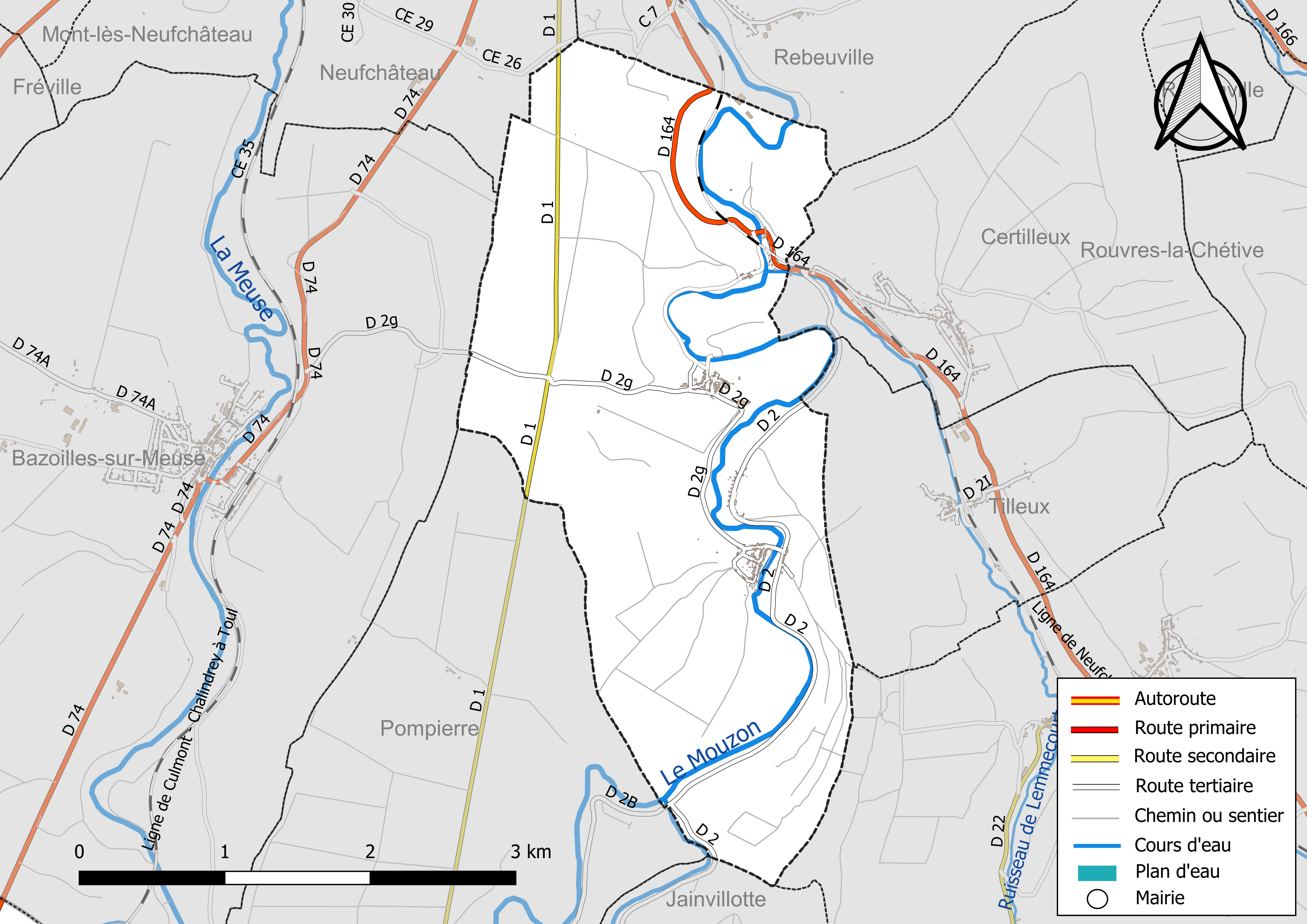
Réseaux hydrographique et routier de Circourt-sur-Mouzon.

Le Bani, d'une longueur totale de 11,7 km, prend sa source dans la commune de Hagnéville-et-Roncourt et se jette dans le Mouzon sur la commune, après avoir traversé six communes.

### Climat
Pour des articles plus généraux, voir Climat du Grand Est et Climat des Vosges.
En 2010, le climat de la commune est de type climat de montagne, selon une étude du Centre national de la recherche scientifique s'appuyant sur une série de données couvrant la période 1971-2000. En 2020, Météo-France publie une typologie des climats de la France métropolitaine dans laquelle la commune est exposée à un climat océanique altéré et est dans la région climatique  Lorraine, plateau de Langres, Morvan, caractérisée par un hiver rude (1,5 °C), des vents modérés et des brouillards fréquents en automne et hiver. 
Pour la période 1971-2000, la température annuelle moyenne est de 9,2 °C, avec une amplitude thermique annuelle de 16,8 °C. Le cumul annuel moyen de précipitations est de 990 mm, avec 13,2 jours de précipitations en janvier et 9,6 jours en juillet. Pour la période 1991-2020, la température moyenne annuelle observée sur la station météorologique de Météo-France la plus proche, « Rollainville », sur la commune de Rollainville à 8 km à vol d'oiseau, est de 10,3 °C et le cumul annuel moyen de précipitations est de 860,3 mm. 
La température maximale relevée sur cette station est de 39,6 °C, atteinte le 25 juillet 2019 ; la température minimale est de −18,2 °C, atteinte le 20 décembre 2009,,. 
Les paramètres climatiques de la commune ont été estimés pour le milieu du siècle (2041-2070) selon différents scénarios d'émission de gaz à effet de serre à partir des nouvelles projections climatiques de référence DRIAS-2020. Ils sont consultables sur un site dédié publié par Météo-France en novembre 2022.

## Urbanisme

### Typologie
Au 1er janvier 2024, Circourt-sur-Mouzon est catégorisée commune rurale à habitat dispersé, selon la nouvelle grille communale de densité à sept niveaux définie par l'Insee en 2022.
Elle est située hors unité urbaine. Par ailleurs la commune fait partie de l'aire d'attraction de Neufchâteau, dont elle est une commune de la couronne,. Cette aire, qui regroupe 72 communes, est catégorisée dans les aires de moins de 50 000 habitants,.

### Occupation des sols
L'occupation des sols de la commune, telle qu'elle ressort de la base de données européenne d’occupation biophysique des sols Corine Land Cover (CLC), est marquée par l'importance des territoires agricoles (78,7 % en 2018), en augmentation par rapport à 1990 (77,7 %). La répartition détaillée en 2018 est la suivante : 
prairies (39,9 %), terres arables (38,6 %), forêts (21,3 %), zones agricoles hétérogènes (0,2 %). L'évolution de l’occupation des sols de la commune et de ses infrastructures peut être observée sur les différentes représentations cartographiques du territoire : la carte de Cassini (XVIIIe siècle), la carte d'état-major (1820-1866) et les cartes ou photos aériennes de l'IGN pour la période actuelle (1950 à aujourd'hui).

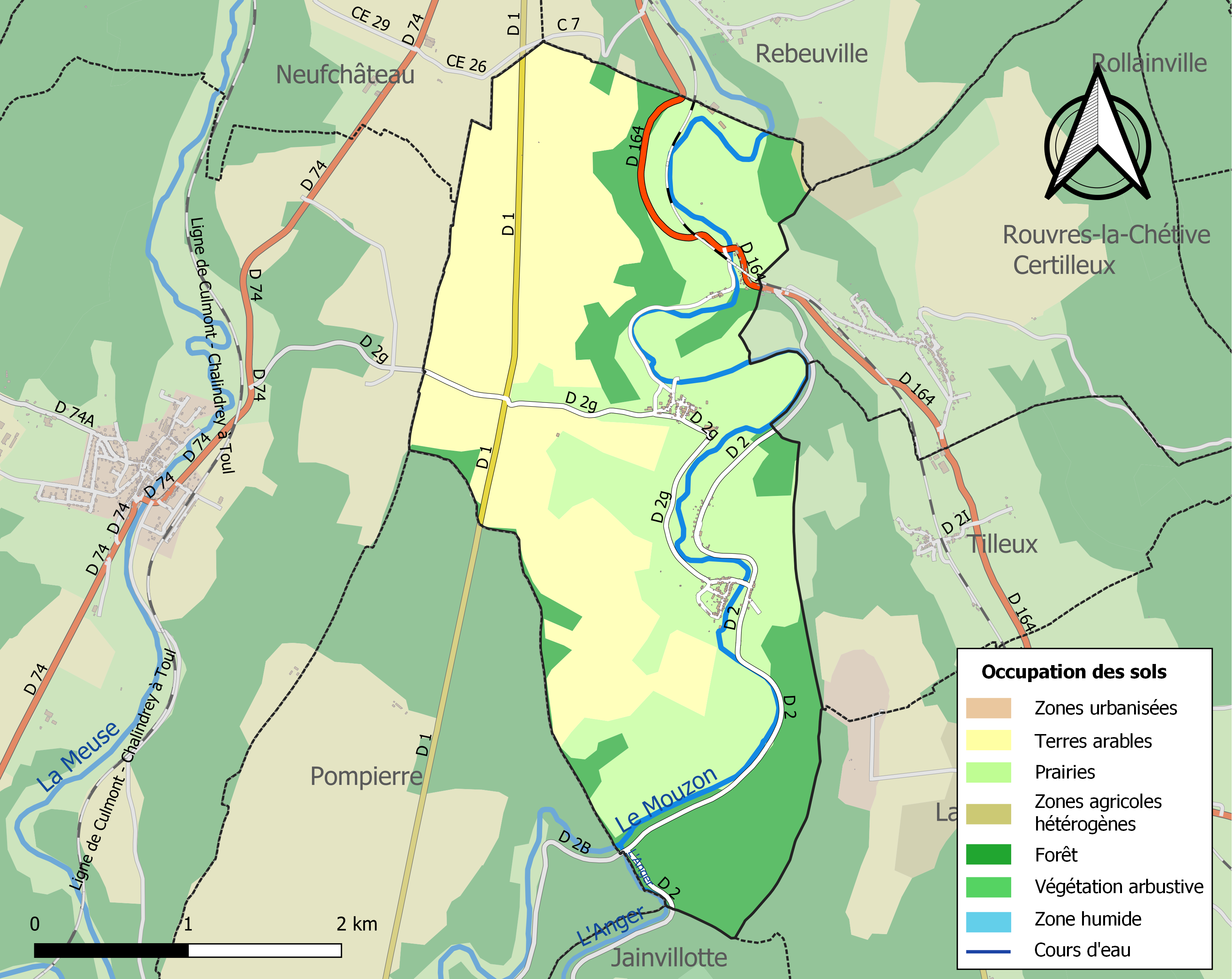
Carte des infrastructures et de l'occupation des sols de la commune en 2018 (CLC).

### Voies de communications et transports

#### Voies routières
- A31 (aussi appelée autoroute de Lorraine-Bourgogne). Échangeur Bulgnéville, Châtenois, Robécourt.

#### Transports en commun
- Fluo Grand Est.

#### Lignes SNCF
- Gare de Contrexéville
- Gare de Vittel
- Gare de Neufchâteau
- Gare de Merrey

#### Transports aériens
- L'Aéroport d'Épinal-Mirecourt « Vosges Aéroport ».

À partir de l'été 2021, l’aéroport d’Épinal-Mirecourt est devenu le "pélicandrome" de la Zone Est et servira ainsi de base de ravitaillement et d’intervention pour les avions bombardiers d’eau connus sous le nom de Dash 8.
- Aérodrome de Langres - Rolampont.

## Toponymie
Le nom de la localité est attesté sous les formes Ciricis curtis (1044) ; Siricurt (1145) ; Sirici-curtis (1188) ; Siricicurte (XIIe siècle) ; Syrecort (1248) ; Sircourt (1256) ; Apud Ficecuriam, corr. Sirecuriam (XIIIe siècle) ; Ou Val de Sirecour (1326) ; En valx de Sirecourt (1332) ; Le val de Cirecourt (1333) ; De Sirecuria (1402) ; Le vau de Cirecourt (1456) ; Circourt (1594) ; Val de Xircourt (XVIe siècle) ; Moulin de Xircourt (XVIe siècle) ; Vaux de Sirecour (1656) ; Xircuria (1768) ; Circourt-sur-Mouzon (1779) ; Xircourt (1790) ; Circourt-et-Brochaincourt (1793).

Le Mouzon est une rivière de la région Grand Est, qui coule dans les départements des Vosges et de la Haute-Marne.

## Histoire
Circourt, Xircourt ou en Sirecourt existe depuis au moins le XIe siècle, il est cité dès 1044 sous le nom de Ciricis-Curtis lors du rattachement de l'église au prieuré de Deuilly. La commune du Val de Circourt, puis de Circourt-et-Bréchaincourt et de Circourt, dépendait avant la Révolution du bailliage de Neufchâteau. De 1790 à l’an IX, elle faisait partie du canton de Beaufremont. Depuis l’an X, elle relève du canton et de l’arrondissement de Neufchâteau.
La cure de Circourt-sur -Mouzon était placée anciennement sous l’autorité de l’abbé de Saint-Epvre de Toul.
Par décret du 19 juin 1961, la commune prend le nom de Circourt-sur-Mouzon.

## Lieux et monuments

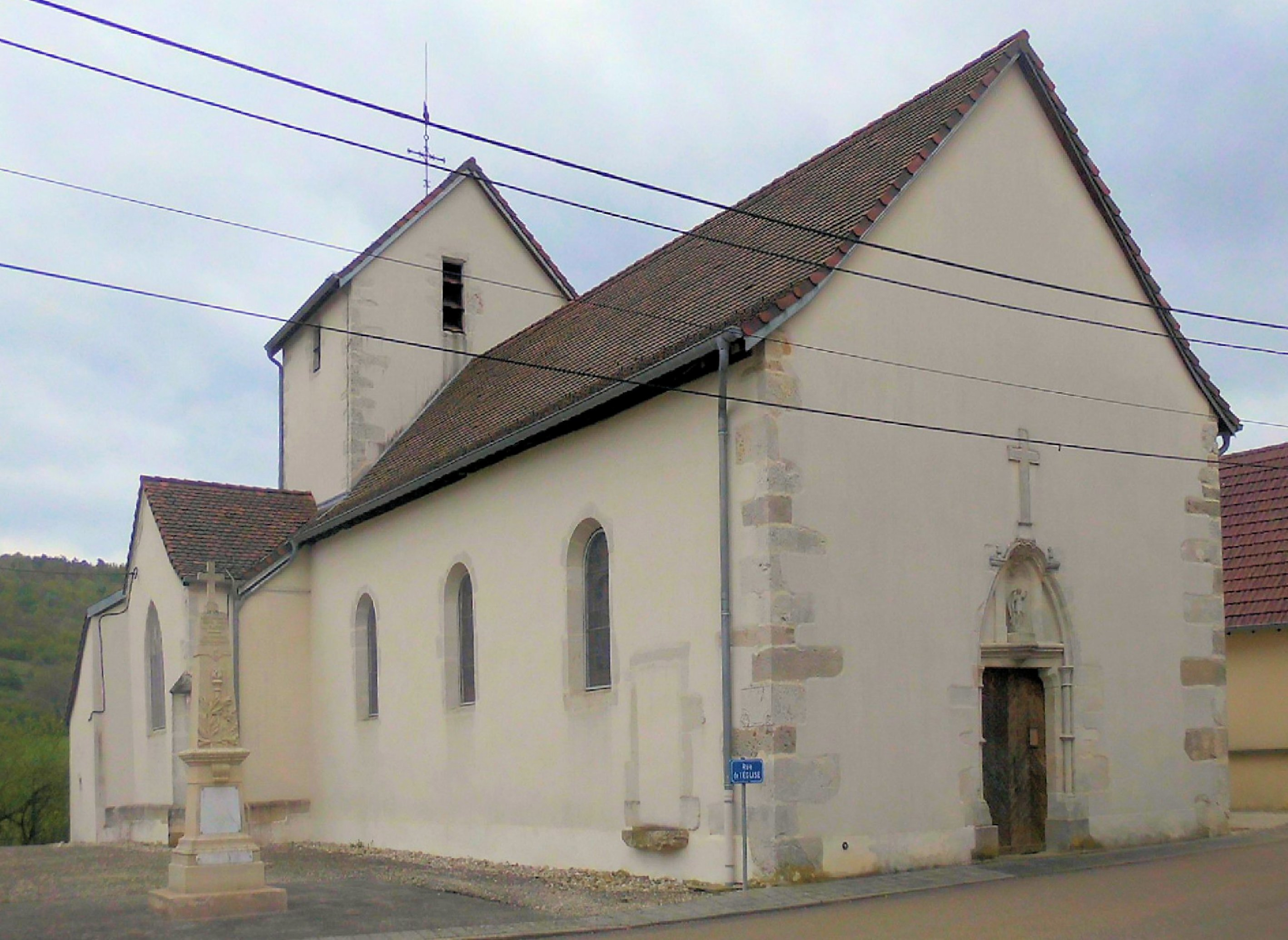
L'église paroissiale Saint-Michel.
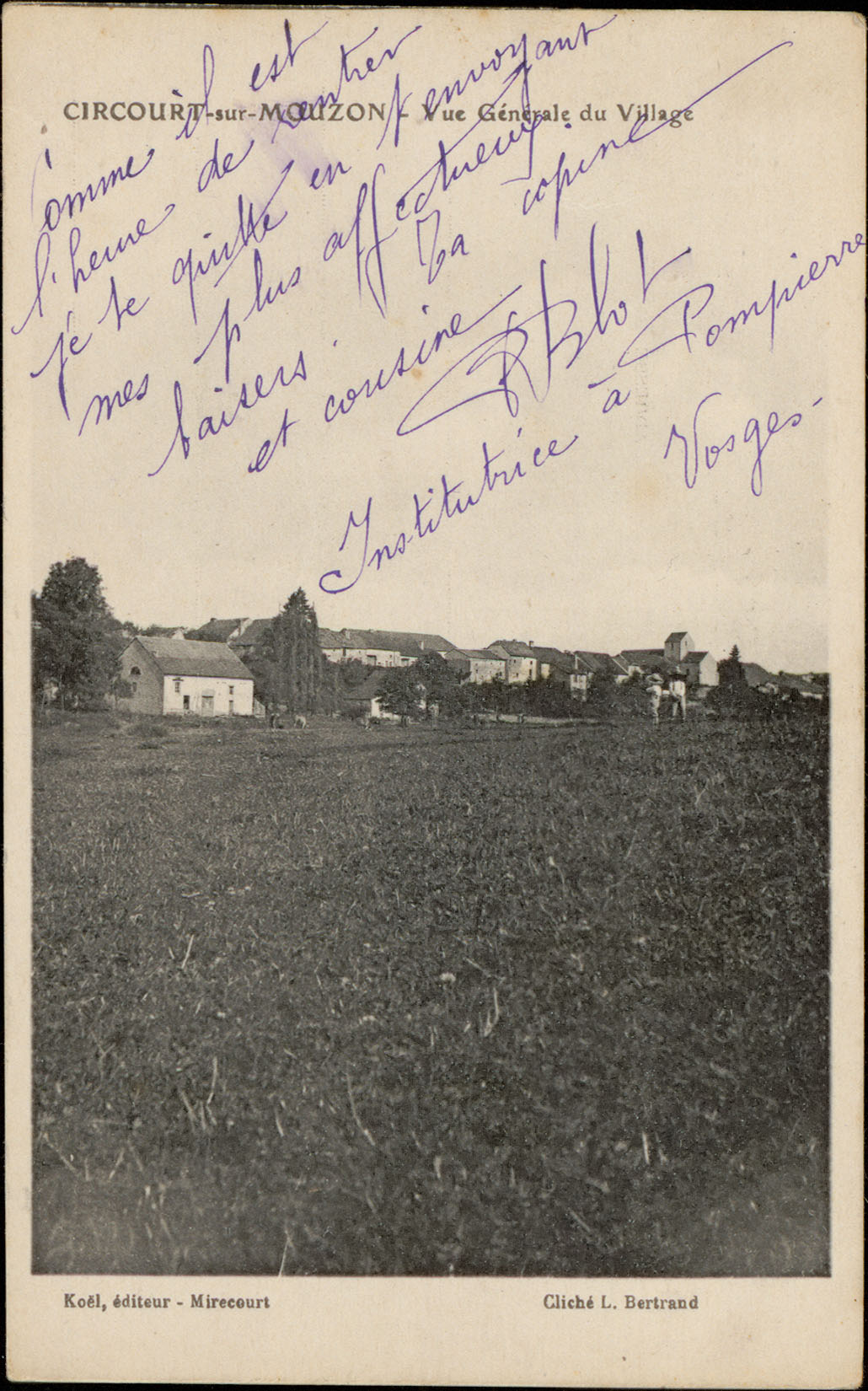
Carte postale. Vue générale du village, entre 1880 et 1945.

- Église paroissiale Saint-Michel 1635-1788[23].

Patrimoine mobilier :
- Croix de Bréchaincourt (XVIe siècle)[44].
- Chapelle du Vieux Villars[45].
- Monument aux morts[46],[47],[48].
- Bâtiment du moulin et son martinet de 1938[49].
- Patrimoine naturel. Les sites environnants offrent la découverte d'orchidées[50] et d'insectes rares[51].
- Patrimoine rural recensé par le service régional de l'Inventaire général du patrimoine culturel[52].
- Pont routier[53].

## Politique et administration

### Budget et fiscalité 2023

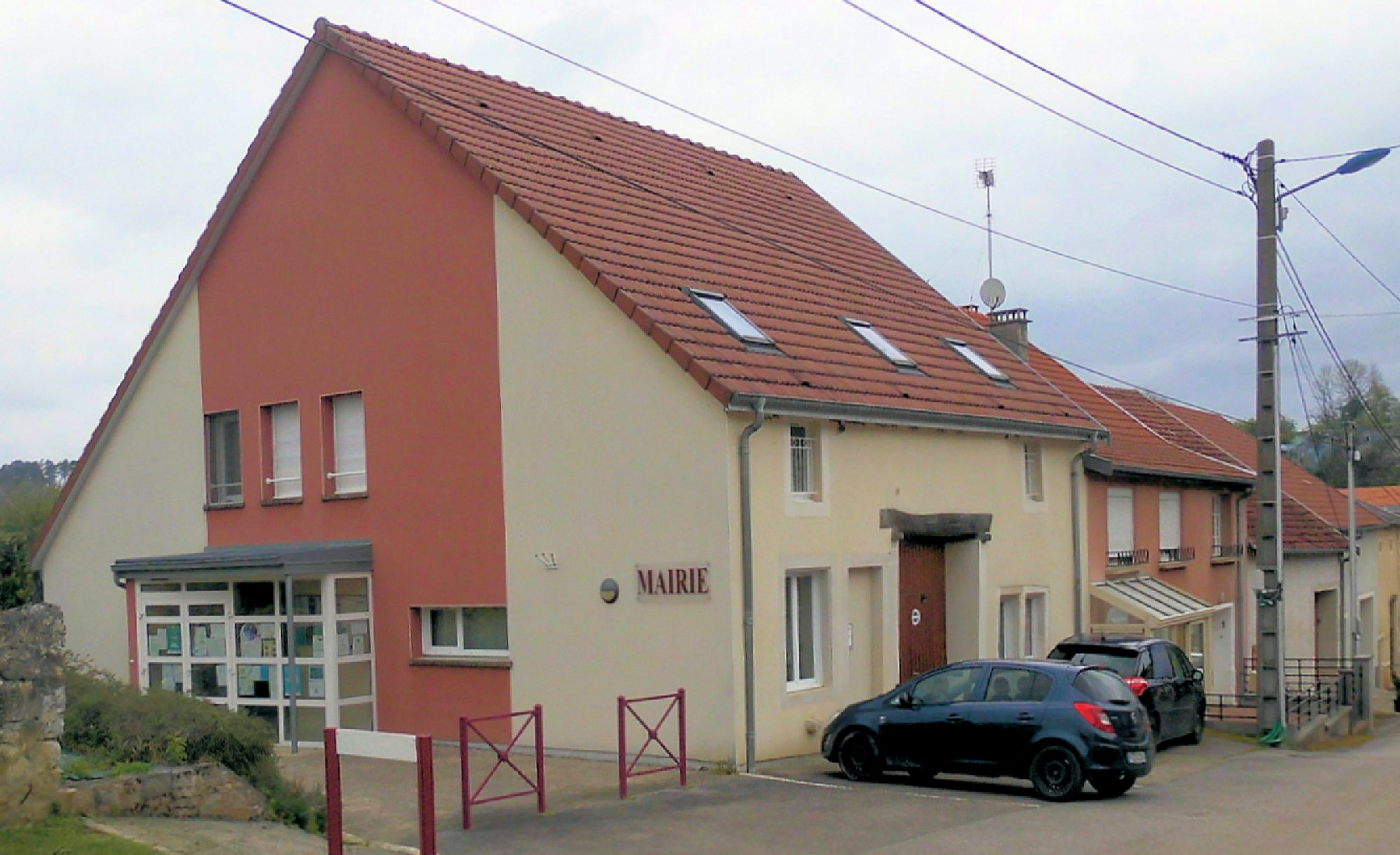
La mairie.

En 2023, le budget de la commune était constitué ainsi :
- total des produits de fonctionnement : 193 000 €, soit 999 € par habitant ;
- total des charges de fonctionnement : 123 000 €, soit 638 € par habitant ;
- total des ressources d'investissement : 11 000 €, soit 59 € par habitant ;
- total des emplois d'investissement : 30 000 €, soit 155 € par habitant ;
- endettement : 10 000 €, soit 50 € par habitant.

Avec les taux de fiscalité suivants :
- taxe d'habitation : 18,66 % ;
- taxe foncière sur les propriétés bâties : 45,94 % ;
- taxe foncière sur les propriétés non bâties : 18,16 % ;
- taxe additionnelle à la taxe foncière sur les propriétés non bâties : 0,00 % ;
- cotisation foncière des entreprises : 0,00 %.

Chiffres clés Revenus et pauvreté des ménages en 2021 : médiane en 2021 du revenu disponible, par unité de consommation : 22 650 €.

### Liste des maires
| Période                                  | Période   | Identité           | Étiquette | Qualité |
| ---------------------------------------- | --------- | ------------------ | --------- | ------- |
| Les données manquantes sont à compléter. |           |                    |           |         |
| avant 1988                               | ?         | Jacques Simonet    |           |         |
| juin 1995 (?)                            | mars 2014 | Jean-Marie Petelot |           |         |
| mars 2014                                | En cours  | Rose-Marie Bogard  |           | [ 56 ]  |

## Population et société

### Démographie

#### Évolution démographique
L'évolution du nombre d'habitants est connue à travers les recensements de la population effectués dans la commune depuis 1793. Pour les communes de moins de 10 000 habitants, une enquête de recensement portant sur toute la population est réalisée tous les cinq ans, les populations de référence des années intermédiaires étant quant à elles estimées par interpolation ou extrapolation. Pour la commune, le premier recensement exhaustif entrant dans le cadre du nouveau dispositif a été réalisé en 2008.

En 2022, la commune comptait 184 habitants, en évolution de −2,65 % par rapport à 2016 (Vosges : −2,96 %, France hors Mayotte : +2,11 %).
| 1793 | 1800 | 1806 | 1821 | 1831 | 1836 | 1841 | 1846 | 1856 |
| ---- | ---- | ---- | ---- | ---- | ---- | ---- | ---- | ---- |
| 302  | 308  | 317  | 334  | 354  | 361  | 365  | 377  | 380  |

| 1861 | 1866 | 1876 | 1881 | 1886 | 1891 | 1896 | 1901 | 1906 |
| ---- | ---- | ---- | ---- | ---- | ---- | ---- | ---- | ---- |
| 389  | 389  | 360  | 373  | 352  | 323  | 312  | 313  | 273  |

| 1911 | 1921 | 1926 | 1931 | 1936 | 1946 | 1954 | 1962 | 1968 |
| ---- | ---- | ---- | ---- | ---- | ---- | ---- | ---- | ---- |
| 250  | 208  | 207  | 211  | 204  | 189  | 193  | 213  | 203  |

| 1975 | 1982 | 1990 | 1999 | 2006 | 2008 | 2013 | 2018 | 2022 |
| ---- | ---- | ---- | ---- | ---- | ---- | ---- | ---- | ---- |
| 219  | 224  | 230  | 232  | 223  | 220  | 198  | 188  | 184  |

### Enseignement
Établissements d'enseignements :
- Écoles maternelles et primaires à Circourt-sur-Mouzon, Rebeuville, Bazoilles-sur-Meuse, Landaville, Neufchâteau.

L'école primaire regroupe les enfants de la commune et ceux de Rebeuville.
- Collèges à Neufchâteau, Liffol-le-Grand, Châtenois, Bourmont-entre-Meuse-et-Mouzon.
- Lycées à Neufchâteau, Mandres-sur-Vair, Contrexéville.

### Santé
Professionnels et établissements de santé :
- Médecins à Neufchâteau, Châtenois, Liffol-le-Grand, Bulgnéville, Coussey, Vrécourt, Gironcourt-sur-Vraine.
- Pharmacies à Neufchâteau, Châtenois, Liffol-le-Grand, Bourmont, Vrécourt, Gironcourt-sur-Vraine.
- Hôpitaux à Neufchâteau, Vittel, Lamarche, Mirecourt.

### Cultes
- Culte catholique, Paroisse Saint-Pierre et Saint-Paul au Seuil de la Lorraine[63], Diocèse de Saint-Dié.

## Personnalités liées à la commune
- Léon Husson (1898-1983), peintre et créateur publicitaire[64],[65].
- Médaillés de Sainte-Hélène[66].

## Pour approfondir